# Petrovický hřbitov
Petrovický hřbitov se nachází v Praze 10 v městské části Petrovice v ulici Novopetrovická, přibližně 750 metrů východně od zrušeného hřbitova u kostela svatého Jakuba Staršího. Na rozloze 0,85 ha se nachází asi 200 hrobů.

## Historie
Hřbitov byl založen roku 1907. Od vchodu vede centrální cesta lemovaná lípami. Je zde pohřben mlynář František Müller majitel Fantova mlýna z nedaleké Dobré Vody (mlýn památkově chráněn). Uprostřed hřbitova stojí památník obětem obou světových válek.